# Tefft Johnson
Tefft Johnson (23 de septiembre de 1883 – 15 de octubre de 1956) fue un actor, director y guionista cinematográfico de nacionalidad estadounidense, activo en la época del cine mudo. A lo largo de su carrera actuó en un total de 131 filmes entre 1909 y 1926. 

## Biografía
Su nombre completo era William Tefft Johnson, Jr., y nació en Washington D. C., siendo sus padres William Tefft Johnson y Anne Wheeler Johnson. Tenía dos hermanas y un hermano. Su padre, militar y capellán, había servido en el Ejército de la Unión en la Guerra de Secesión, resultando herido en la batalla de Chancellorsville.
Johnson ya era actor, viajando a lo largo de los Estados Unidos, a los 15 años de edad. Su padre falleció en 1898, y su madre en 1926. Ésta le había desheredado en gran parte, por lo que Johnson presentó en 1927 una demanda para recibir un tercio de la herencia, aunque en 1930 un tribunal de equidad desestimó la misma.
Tras una larga carrera teatral, Johnson entró en la compañía cinematográfica Edison Studios, pasando en 1911 a Vitagraph Studios. Ese mismo año rodó una versión de Vanity Fair con los actores John Bunny, Leo Delaney, Rose Tapley y Helen Gardner. En 1912 actuó en el film Henry VIII, encarnando al Cardenal Thomas Wolsey, actuando junto a Clara Kimball Young, Julia Swayne Gordon y Hal Reid. Estando en Vitagraph, Johnson llegó a ser director, rodando más de 50 películas, entre ellas muchas de las comedias de la serie "Sonny Jim", relativas a las andanzas de un niño travieso. Además, Johnson escribió otros tres filmes.
En 1932 posó como George Washington en dos ocasiones. La primera de ellas fue un posado para la artista Hattie Elizabeth Burdette, llevando Jonson un delantal masón y la misma joya que había utilizado Washington. La silla que aparecía en la pintura también había pertenecido a Washington, y el pedestal y ropaje de fondo a la Logia Alexandria-Washington (a la cual Washington había pertenecido). La pintura fue utilizada con motivo del Bicentenario de Washington en 1932. En la segunda ocasión, el 17 de septiembre de 1932, encarnó a Washington durante una reconstrucción del Presidente en el Capitolio de los Estados Unidos, siendo la misma filmada por la comisión del Bicentenario de Washington.
Tefft Johnson falleció en 1956.

## Filmografía

### Actor
| - 1909 : Ethel's Luncheon - 1909 : The Little Sister - 1910 : Twelfth Night - 1910 : Saved by the Flag - 1911 : A Tale of Two Cities - 1911 : For His Sake; or, The Winning of the Stepchildren - 1911 : Hungry Hearts; or, The Children of Social Favorites - 1911 : The Welcome of the Unwelcome - 1911 : Prejudice of Pierre Marie - 1911 : A Quaker Mother - 1911 : Courage of Sorts - 1911 : The Sky Pilot - 1911 : The One Hundred Dollar Bill - 1911 : Billy the Kid - 1911 : In the Arctic Night - 1911 : Man to Man - 1911 : My Old Dutch - 1911 : Foraging - 1911 : The Child Crusoes - 1911 : Beyond the Law - 1911 : His Sister's Children - 1911 : The Ninety and Nine - 1911 : The Mate of the 'John M' - 1911 : The Missing Will - 1911 : Captain Barnacle, Diplomat - 1911 : Madge of the Mountains - 1911 : Auld Lang Syne - 1911 : Arbutus - 1911 : Wisteria Memories - 1911 : A Slight Mistake - 1911 : Vanity Fair - 1911 : Fires of Driftwood - 1911 : The Younger Brother - 1911 : Testing His Courage - 1911 : A Doubly Desired Orphan - 1912 : A Romance of Wall Street - 1912 : How Tommy Saved His Father - 1912 : Willie's Sister - 1912 : Father and Son - 1912 : Love Finds the Way - 1912 : The Chocolate Revolver - 1912 : Cardinal Wolsey | - 1912 : The Seventh Son - 1912 : Captain Jenks' Diplomacy - 1912 : The Cave Man - 1912 : The Victoria Cross - 1912 : Old Love Letters - 1912 : The Serpents - 1912 : The Lady of the Lake - 1912 : On Her Wedding Day - 1912 : Yellow Bird - 1912 : The Light That Failed - 1912 : Lincoln's Gettysburg Address - 1912 : Fate's Awful Jest - 1912 : The Light of St. Bernard - 1912 : The Miracle - 1912 : The Heart of Esmeralda - 1912 : Written in the Sand - 1912 : Coronets and Hearts - 1912 : The Hindoo Curse - 1912 : As You Like It - 1912 : The Mills of the Gods - 1912 : His Official Appointment - 1912 : Una of the Sierras - 1912 : Darktown Duel - 1912 : Wild Pat - 1912 : A Leap Year Proposal - 1912 : A Marriage of Convenience - 1913 : The Adventures of the Counterfeit Bills - 1913 : The Little Minister - 1913 : When Bobby Forgot - 1913 : The Old Guard - 1913 : A Heart of the Forest - 1913 : Put Yourself in Their Place - 1913 : The Strength of Men - 1913 : The Midget's Romance - 1913 : Captain Mary Brown - 1913 : Vampire of the Desert - 1913 : The Still Voice - 1913 : Cutey Tries Reporting - 1913 : Does Advertising Pay? - 1913 : The Coming of Gretchen - 1913 : The Lion's Bride - 1913 : Roughing the Cub - 1913 : The Line-Up | - 1913 : Playing the Pipers - 1913 : The Tiger - 1913 : The Lost Millionaire - 1913 : The Race - 1913 : Luella's Love Story - 1913 : The Sale of a Heart - 1913 : A Christmas Story - 1913 : The Spirit of Christmas - 1914 : Sonny Jim in Search of a Mother - 1914 : The Idler - 1914 : The Hall-Room Rivals - 1914 : 'Fraid Cat - 1914 : An Easter Lily - 1914 : Sonny Jim at the North Pole - 1914 : His Last Call - 1914 : Buddy's First Call - 1914 : The Bear Facts - 1914 : The Circus and the Boy - 1914 : The Little Captain - 1914 : The House On the Hill - 1914 : The Reward of Thrift - 1914 : The Heart of Sunny Jim - 1914 : The Cave Dwellers - 1914 : A Cause for Thanksgiving - 1914 : The Knight Before Christmas - 1915 : Chiefly Concerning Males - 1915 : Sonny Jim and the Valentine - 1915 : When a Feller's Nose Is Out of Joint - 1915 : Sonny Jim at the Mardi Gras - 1915 : The Battle Cry of Peace - 1915 : Sonny Jim and the Amusement Company, Ltd. - 1915 : Sonny Jim and the Great American Game - 1915 : Sonny Jim and the Family Party - 1915 : One Plus One Equals One - 1915 : Sonny Jim's First Love Affair - 1915 : The Faith of Sonny Jim - 1916 : Betty, the Boy and the Bird - 1918 : The Panther Woman - 1919 : The Love Defender - 1926 : The New Klondike - 1926 : Striving for Fortune |

### Director
| - 1911 : For His Sake; or, The Winning of the Stepchildren - 1912 : Love Finds the Way - 1913 : A Christmas Story - 1913 : The Spirit of Christmas - 1914 : Buddy's Downfall - 1914 : Marrying Sue - 1914 : Sonny Jim in Search of a Mother - 1914 : The Drudge - 1914 : The Idler - 1914 : The Hall-Room Rivals - 1914 : 'Fraid Cat - 1914 : An Easter Lily - 1914 : Sonny Jim at the North Pole - 1914 : His Last Call - 1914 : Buddy's First Call - 1914 : The Bear Facts - 1914 : The Circus and the Boy - 1914 : The Little Captain | - 1914 : The House On the Hill - 1914 : The Reward of Thrift - 1914 : The Heart of Sunny Jim - 1914 : The Cave Dwellers - 1914 : A Cause for Thanksgiving - 1914 : The Locked Door - 1914 : C.O.D. - 1914 : The Knight Before Christmas - 1915 : The Park Honeymooners - 1915 : Chiefly Concerning Males - 1915 : Sonny Jim and the Valentine - 1915 : When a Feller's Nose Is Out of Joint - 1915 : Sonny Jim at the Mardi Gras - 1915 : The White and Black Snowball - 1915 : Sonny Jim and the Amusement Company, Ltd. - 1915 : The Turn of the Road - 1915 : Sonny Jim and the Great American Game | - 1915 : Sonny Jim and the Family Party - 1915 : One Plus One Equals One - 1915 : Sonny Jim's First Love Affair - 1915 : The Faith of Sonny Jim - 1916 : She Left Without Her Trunks - 1916 : Who Killed Joe Merrion? - 1916 : Betty, the Boy and the Bird - 1916 : The Writing on the Wall - 1917 : Love's Law - 1918 : The Love Nest - 1919 : The Love Defender - 1919 : Love and the Woman - 1919 : Home Wanted - 1921 : Wanted, a Girl! |